# جشنواره جهانی علم
 جشنواره جهانی علم (به انگلیسی: World Science Festival) جشنواره‌ای است که در سال ۲۰۰۸ توسط برایان گرین و همسرش تریسی دی بنیان نهاده شد. این جشنواره به وسیله سازمان غیرانتفاعی جشنواره بنیاد علوم که مقر اصلی آن در نیویورک است مدیریت می‌شود. ایده این جشنواره زمانی در ذهن آنها جرقه زد که در سال ۲۰۰۵ از جشنواره علم ژنو بازدید کردند. در اولین سال برگزاری این جشنواره بیش از ۱۴۰ هزار نفر از مردم در این برنامه مشارکت کردند و هر سال به تعداد برنامه‌های این جشنواره جهانی و تعداد مشارکت کننده‌ها افزوده شد.

## تاریخچه سوابق

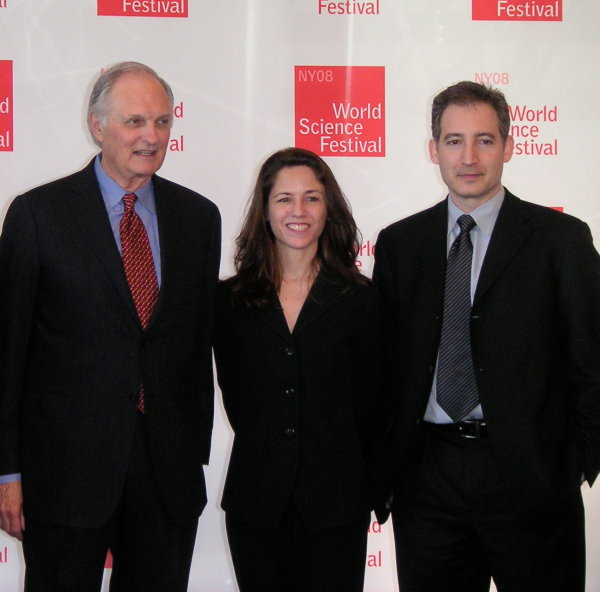
برایان گرین، تریسی دی به همراه آلن آلدا

جشنواره جهان علم توسط برایان گرین، استاد فیزیک و ریاضیات دانشگاه کلمبیا و همسرش تریسی دی، روزنامه‌نگار برندهٔ جایزه معروف امی بنیان نهاده شده است. الان برایان گرین ریاست سازمان غیرانتفاعی جشنواره بنیاد علوم و تریسی نیز مدیر عاملی را بر عهده دارد.
مراسم افتتاحیه جشنواره در ۲۸ مه تا ۱ ژوئن ۲۰۰۸ در ۲۲ سالن در شهر نیویورک برگزار شد.

## برای کودکان و نوجوانان
جشنواره جهانی علم، برنامه‌های ویژه‌ای برای کودکان، نوجوانان و خانواده‌ها نیز تدارک دید از جمله آنها می‌توان به اجرای برنامه‌های در فضای باز در پارک پل بروکلین اشاره کرد.

## هیئت مدیره
- آلن آلدا
- جودیس کاکس
- تریسی دی
- برایان گرین
- گیلیان سمال
- تامسن ان زیف

برای دیدن فهرستحامیان و همکاران و شریکان به وبگاه رسمی جشنواره سر بزنید.

## جشنواره ۲۰۰۸
۲۹ مه تا ۱ ژوئن

## جشنواره ۲۰۰۹
۱۰ ژوئن تا ۱۴ ژوئن

## جشنواره ۲۰۱۰
۲ ژوئن تا ۶ ژوئن

## جشنواره ۲۰۱۱
۱ ژوئن تا ۵ ژوئن

## جشنواره ۲۰۱۲
۳۰ مه تا ۳ ژوئن

## جشنواره ۲۰۱۳
۲۹ مه تا ۲ ژوئن

## جشنواره ۲۰۱۴
۲۸ مه تا ۱ ژوئن
جشنواره جهانی علم ۲۰۱۴ که در ۲۸ مه تا ۱ ژوئن برگزار شد بیش از ۷۰ رویداد علمی برای علاقه‌مندان در سنین مختلف ارائه شد. دانشمندان مختلفی در بخش‌های متنوعی چون؛ مکانیک کوانتوم، درمان ژنتیکی، جستجوی بیگانه و… در این دوره از جشنواره شرکت کردند.